# Río Paraguá
Río Paraguá är en flod  i Bolivia. Den är belägen Bolivias Amazonasområde i den nordöstra delen av landet, 700 km nordost om huvudstaden Sucre och mynnar ut i Guaporefloden.
I omgivningen kring Río Paraguá växer i huvudsak städsegrön lövskog och området är nästan obefolkat, med mindre än två invånare per kvadratkilometer.